# Матчи сборной России по футболу 2002
По результатам отборочного турнира сборная России впервые с 1994 года вышла в финальную часть чемпионата мира, который проходил с 31 мая по 30 июня в Японии и Южной Корее. В финальной части команда не преодолела групповой этап, выиграв всего одну встречу из трёх.
7 сентября 2002 года стартовал отборочный турнир чемпионата Европы — 2004.

## Список матчей
Товарищеский матч
| 13 февраля 2002 | \| Ирландия \| 2:0 (2:0) \| Россия \| \| С. Рид 3′ · Робби Кин 21′ \| Голы \| \| | Стадион: «Лэнсдаун Роуд», Дублин Зрителей: 46 000 Судья: Дермот Галлахер |
| Ирландия: Гивен (Кили, 46'), Финнан (Макатир, 73'; Куинн, 90'), Харт (Стонтон, 73'), О’Брайен (Данн, 46'), Каннингем (Брин, 46'), Рой Кин (к) (Холланд, 85'), С. Рид (Г. Келли, 46'), Хили (Карсли, 46'), Дафф (Моррисон, 46'), Робби Кин (Сэдлир, 73'), Килбэн (Кеннеди, 46'). Главный тренер: Мик Маккарти. Россия: Нигматуллин, Ковтун, Никифоров (Чугайнов, 65'), Хлестов (Даев, 90'), Аленичев (Семак, 73'), Хохлов (Измайлов, 53'), Онопко (к), Карпин, Титов, Мостовой, Бесчастных. Главный тренер: Олег Романцев. |                                                                                  |                                                                          |
| Ирландия | 2:0 (2:0)                                                                        | Россия                                                                   |
| С. Рид 3′ · Робби Кин 21′ | Голы                                                                             |                                                                          |

Товарищеский матч
| 27 марта 2002 | \| Эстония \| 2:1 (1:1) \| Россия \| \| Опер 11′, 87′ \| Голы \| Бесчастных 18′ \| | Стадион: «А. Ле Кок Арена», Таллин Зрителей: 8 300 Судья: Петер Фрёйдфельдт |
| Эстония: Каалма, Аллас, Степанов, Пиироя, Савиаук, Рейм (к), Хаависту (Сахаров, 81'), Кристал (Леэтма, 85'), Опер, Терехов (У. Рооба, 78), Зелински (Вийкмяэ, 65'). Главный тренер: Арно Пайперс. Россия: Нигматуллин (Филимонов, 46'), Ковтун (Даев, 46'), Онопко (к) (Чугайнов, 46'), Сенников, Смертин (Никифоров, 46'), Мостовой (Хохлов, 46'), Титов, Карпин (Бобёр, 46'; Каряка, 65'), Измайлов, Сычёв, Бесчастных (Кержаков, 46'). Главный тренер: Олег Романцев. Предупреждение: Савиаук (28'). |                                                                                    |                                                                             |
| Эстония | 2:1 (1:1)                                                                          | Россия                                                                      |
| Опер 11′, 87′ | Голы                                                                               | Бесчастных 18′                                                              |

Товарищеский матч
| 17 апреля 2002 | \| Франция \| 0:0 \| Россия \| | Стадион: «Стад де Франс», Сен-Дени Зрителей: 80 000 Судья: Майкл Райли |
| Франция: Бартез, Тюрам, Лебёф (Кристанваль, 46'), Десайи (к), Лизаразю (Канделя, 79'), Вьейра, Пети (Богоссян, 62'), Зидан, Джоркаефф (Марле, 62'), Анри, Анелька (Мику, 82'). Россия: Нигматуллин, Даев, Онопко (к), Никифоров, Сенников, Карпин, Смертин, Титов, Мостовой, Измайлов, Бесчастных (Сычёв, 66'). Главный тренер: Олег Романцев. Предупреждения: Карпин (72'), Канделя (84'), Никифоров (86'). Примечание: После матча в подтрибунном помещении на Стад де Франс вспыхнула драка: французские игроки, взбешённые грубой игрой Валерия Карпина, набросились на него. В ходе драки пострадали сам Карпин, а также Юрий Никифоров, Александр Мостовой и Виктор Онопко. По словам генерального менеджера сборной России Александра Полинского, в драке участвовали Патрик Виейра, Лилиан Тюрам и Биксант Лизаразю. |                                |                                                                        |
| Франция | 0:0                            | Россия                                                                 |

Кубок LG
| 17 мая 2002 | \| Россия \| 1:1 (1:1) по пенальти 4:5 \| Беларусь \| \| Соломатин 28′ (пен.) \| Голы \| Белькевич 15′ \| | Стадион: «Динамо», Москва Зрителей: 16 000 Судья: Виктор Кашшаи |
| Россия: Нигматуллин, Чугайнов (к), Даев (Никифоров, 46'), Сенников, Соломатин, Тетрадзе (Хохлов, 46'), Семшов, Аршавин (Аленичев, 62'), Лактионов (Каряка, 46'), Кержаков (Семак, 62'), Пименов. Главный тренер: Олег Романцев. Белоруссия: Тумилович, Штанюк, Шунейко (Храпковский, 72'), Островский, Гуренко (к) (Омельянчук, 75'), Хацкевич (Ковба, 73'), Кульчий, Макс. Ромащенко, А. Глеб, Белькевич, Кутузов (Володенков, 60'). Серия пенальти: Хохлов — 0:0 (вратарь), Кульчий — 0:0 (мимо), Никифоров — 0:0 (вратарь), Штанюк — 0:0 (вратарь), Семшов — 1:0, Белькевич — 1:1, Семак — 1:1 (вратарь), Макс. Ромащенко — 1:1 (вратарь), Соломатин — 2:1, А. Глеб — 2:2, Каряка — 3:2, Островский — 3:3, Аленичев — 4:3, Омельянчук — 4:4, Пименов — 4:4 (вратарь), Ковба — 4:5. Предупреждения: Соломатин (38'), Сенников (73'), Чугайнов (79'). | |                                                                 |
| Россия | 1:1 (1:1) по пенальти 4:5                                                                                 | Беларусь                                                        |
| Соломатин 28′ (пен.) | Голы | Белькевич 15′                                                   |

Кубок LG
| 19 мая 2002 | \| Россия \| 1:1 (0:0) по пенальти 5:6 \| Югославия \| \| Сычёв 87′ \| Голы \| Ковачевич 54′ \| | Стадион: «Динамо», Москва Зрителей: 12 000 Судья: Виктор Кашшаи |
| Россия: Нигматуллин, Онопко (к), Никифоров, Ковтун, Соломатин (Сенников, 60'), Смертин, Мостовой (Семшов, 4'; Аленичев, 81'), Титов (Хохлов, 60'), Карпин, Измайлов (Кержаков, 46'), Бесчастных (Сычёв, 46'). Главный тренер: Олег Романцев. Югославия: Еврич, Миркович, Дзодич (Илич, 88'), Маркович (Лазетич, 46'; Янович, 89'), Драгутинович, Станкович (Джорджевич, 76'), Брнович (Гавранчич, 65'), Ивич (Короман, 46'), Миятович (к) (Милошевич, 74'), Ковачевич (Кежман, 78'). Серия пенальти: Пьянович — 0:0 (штанга), Карпин — 1:0, Джорджевич — 1:1, Аленичев — 2:1, Короман — 2:2, Онопко — 2:2 (вратарь), Милошевич — 2:3, Сычёв — 3:3, Кежман — 3:4, Никифоров — 4:4, Илич — 4:5, Кержаков — 5:5, Миркович — 5:6, Ковтун — 5:6 (вратарь). Предупреждения: Никифоров (19'), Миркович (84'). |                                                                                                 |                                                                 |
| Россия | 1:1 (0:0) по пенальти 5:6                                                                       | Югославия                                                       |
| Сычёв 87′ | Голы                                                                                            | Ковачевич 54′                                                   |

XVII чемпионат мира. Матч группы H
| 5 июня 2002 | \| Тунис \| 0:2 (0:0) \| Россия \| \| \| Голы \| Титов 59′ · Карпин 64′ (пен.) \| | Стадион: «Винг Кобе», Кобе, Япония Зрителей: 30 957 Судья: Питер Прендергаст |
| Тунис: Бумнижель, Бадра (Зитуни, 84'), Мкашер, Жазири, Трабельси, Габси (Мхетхеби, 67'), Селлими (к) (Бейя, 67'), Бузаен, Буазизи, Жаиди, Бен Ашур. Россия: Нигматуллин, Ковтун, Никифоров, Соломатин, Семшов (Хохлов, 46'), Онопко (к), Карпин, Титов, Бесчастных (Сычёв, 55'), Пименов, Измайлов (Аленичев, 78'). Главный тренер: Олег Романцев. Предупреждения: Семшов (27'), Габси (50'), Жазири (75'), Аленичев (88'). |                                                                                   |                                                                              |
| Тунис | 0:2 (0:0)                                                                         | Россия                                                                       |
| | Голы                                                                              | Титов 59′ · Карпин 64′ (пен.)                                                |

XVII чемпионат мира. Матч группы H
| 9 июня 2002 | \| Япония \| 1:0 (0:0) \| Россия \| \| Инамото 51′ \| Голы \| \| | Стадион: Международный стадион, Йокогама Зрителей: 66 108 Судья: Маркус Мерк |
| Япония: Нарадзаки, Мацуда, Инамото (Фукуниси, 85), Х. Наката, Судзуки (Накаяма, 72), Янагисава, К. Наката, Миямото (к), Оно (Хаттори, 75'), Миодзин, Тода. Россия: Нигматуллин, Ковтун, Никифоров, Смертин (Бесчастных, 57'), Соломатин, Семшов, Онопко (к), Карпин, Титов, Пименов (Сычёв, 46'), Измайлов (Хохлов, 52'). Главный тренер: Олег Романцев. Предупреждения: Пименов (13'), Миямото (15'), Соломатин (38'), К. Наката (42'), Никифоров (60'), Накаяма (90'). |                                                                  |                                                                              |
| Япония | 1:0 (0:0)                                                        | Россия                                                                       |
| Инамото 51′ | Голы                                                             |                                                                              |

XVII чемпионат мира. Матч группы H
| 14 июня 2002 | \| Бельгия \| 3:2 (1:0) \| Россия \| \| Валем 7′ · Сонк 78′ · Вильмотс 82′ \| Голы \| Бесчастных 52′ · Сычёв 88′ \| | Стадион: «Экопа», Сидзуока, Япония Зрителей: 46 640 Судья: Ким Милтон Нильсен |
| Бельгия: Де Влигер, Де Бук (Ван Мейр, 90'), Ван Керкховен, Петерс, Ван Бюйтен, Гор, Валем, Верхейен (Симонс, 78'), Вандерхаге, Вильмотс (к), М. Мпенза (Сонк, 70'). Россия: Нигматуллин, Ковтун, Никифоров (Сенников, 43'), Соломатин, Онопко (к), Смертин (Сычёв, 34'), Карпин (Кержаков, 83'), Титов, Аленичев, Хохлов, Бесчастных. Главный тренер: Олег Романцев. Предупреждения: Соломатин (12'), Смертин (14'), Вандерхаге (39'), Аленичев (64'), Сенников (84'). | |                                                                               |
| Бельгия | 3:2 (1:0) | Россия                                                                        |
| Валем 7′ · Сонк 78′ · Вильмотс 82′ | Голы | Бесчастных 52′ · Сычёв 88′                                                    |

Товарищеский матч
| 21 августа 2002 | \| Россия \| 1:1 (0:0) \| Швеция \| \| Кержаков 56′ \| Голы \| Ибрагимович 90+4′ \| | Стадион: «Локомотив», Москва Зрителей: 24 000 Судья: Эрик Пуля |
| Россия: Овчинников (Нигматуллин, 46'), Игнашевич (Олеников, 71'), Нижегородов (Даев, 46'), Ковтун, Онопко (Смертин (к), 2'; Алдонин, 46'), Яновский (Семшов, 58'), Гусев (Пименов, 35'), Хохлов (Лоськов, 46'), Лактионов (Каряка, 23'; Аршавин, 79'), Семак (Ден. Попов, 57'), Бесчастных (Кержаков, 36'). Главный тренер: Валерий Газзаев. Швеция: Хедман (Аспер, 46'), Мелльберг, Якобссон (Мик. Свенссон, 46'), Мьелльбю (к) (Н.-Э. Юханссон, 66'), Лучич, Линдерот, Александерссон, А. Свенссон (Чельстрём, 76'), А. Андерссон, Прича (Фарнеруд, 57'), Ибрагимович. Предупреждение: Ибрагимович (50'). |                                                                                     |                                                                |
| Россия | 1:1 (0:0)                                                                           | Швеция                                                         |
| Кержаков 56′ | Голы                                                                                | Ибрагимович 90+4′                                              |

Отборочная стадия XII чемпионата Европы. Матч группы 10
| 7 сентября 2002 | \| Россия \| 4:2 (2:0) \| Ирландия \| \| Каряка 20′ · Бесчастных 25′ · Кержаков 70′ · Бэбб 86′ (авт.) \| Голы \| Дохерти 69′ · Моррисон 76′ \| | Стадион: «Локомотив», Москва Зрителей: 23 000 Судья: Клод Коломбо |
| Россия: Овчинников, Нижегородов, Игнашевич, Алдонин, Семак (к) (Хохлов, 73'), Яновский, Онопко, Гусев (Соломатин, 29'), Каряка, Лоськов, Бесчастных (Кержаков, 46'). Главный тренер: Валерий Газзаев. Ирландия: Гивен, Финнан, Харт, Каннингем (к), Брин, Холланд, Макатир (Дохерти, 65'), Кинселла, Дафф (Моррисон, 18'), Робби Кин, Килбэн (Бэбб, 85'). Предупреждение: Овчинников (90'). | |                                                                   |
| Россия | 4:2 (2:0) | Ирландия                                                          |
| Каряка 20′ · Бесчастных 25′ · Кержаков 70′ · Бэбб 86′ (авт.) | Голы | Дохерти 69′ · Моррисон 76′                                        |

Отборочная стадия XII чемпионата Европы. Матч группы 10
| 16 октября 2002 | \| Россия \| 4:1 (2:1) \| Албания \| \| Кержаков 3′ · Семак 41′, 54′ · Онопко 52′ \| Голы \| К. Дуро 13′ \| | Стадион: Центральный стадион, Волгоград Зрителей: 16 000 Судья: Лейф Сунделл |
| Россия: Овчинников, Нижегородов, Игнашевич, Смертин (к), Семак, Яновский, Онопко, Гусев (Евсеев, 80'), Соломатин, Лоськов (Алдонин, 46'), Кержаков (Ден. Попов, 64'). Главный тренер: Валерий Газзаев. Албания: Стракоша (к), Чипи, Факай, Хаси, Мурати, К. Дуро, Ф. Вата (Сина, 61'), Ляля, Хаджи (Буши, 56'), Джумба, Таре (Мюртай, 70'). Предупреждения: Яновский (54'), Хаси (87'), Буши (90'). | |                                                                              |
| Россия | 4:1 (2:1)                                                                                                   | Албания                                                                      |
| Кержаков 3′ · Семак 41′, 54′ · Онопко 52′ | Голы | К. Дуро 13′                                                                  |

## Авторы забитых мячей
3 мяча
- Владимир Бесчастных
- Александр Кержаков

2 мяча
- Дмитрий Сычёв
- Сергей Семак

1 мяч
- Андрей Соломатин
- Егор Титов
- Валерий Карпин
- Андрей Каряка
- Виктор Онопко

## Автоголы
1 мяч
- Фил Бэбб

## Авторы пропущенных мячей
2 мяча
- Андрес Опер

1 мяч
- Клодиан Дуро
- Валентин Белькевич
- Йохан Валем
- Марк Вильмотс
- Весли Сонк
- Гари Дохерти
- Робби Кин
- Клинтон Моррисон
- Стивен Рид
- Дарко Ковачевич
- Златан Ибрагимович
- Дзюнъити Инамото

## Аннулированный матч
Отборочная стадия XII чемпионата Европы. Матч группы 10
| 12 октября 2002 | \| Грузия \| 0:0 \| Россия \| | Стадион: «Локомотив», Тбилиси, 23 градуса. Зрителей: 22 000 Судья: Том Хеннинг Эвребё, Роэ Видар Лиен, Стейнар Хольвик |
| Грузия: Ломая, Рехвиашвили, Шашиашвили, Каладзе (к), Амисулашвили, Дидава, Цкитишвили, Бурдули, Иашвили, Кобиашвили, Ш. Арвеладзе (Деметрадзе, 24'). Россия: Овчинников, Нижегородов, Игнашевич, Смертин (к), Семак, Яновский, Онопко, Гусев, Соломатин (Пименов, 41'), Лоськов, Бесчастных. Примечание: матч прерван на 44-й минуте из-за поломки освещения. Результат аннулирован. Матч перенесён на 2003 год. |                               | |
| Грузия | 0:0                           | Россия |